# Корнелья, Жоан
Жоа́н Корнелья́ Ва́скес (кат. Joan Cornellà Vázquez; 11 января 1981 года, Барселона) — испанский художник-карикатурист и иллюстратор, известный по его пугающим, полным сюрреалистического и чёрного юмора комиксам, а также произведениям искусства.

## Биография
Жоан Корнелья Васкес родился 11 января 1981 года в Барселоне, Испания. Окончив школу изобразительных искусств, публиковался в многочисленных изданиях, таких как La cultura del Duodeno, El Periódico, Ara и создавал иллюстрации для Нью-Йорк Таймс.
В 2009 году выиграл в третьем издании Josep Coll за альбом Abulio, опубликованным в следующем году изданием Glénat. С 2010 года рисует комиксы для испанского журнала El Jueves.